# مصب نهرأورداباي

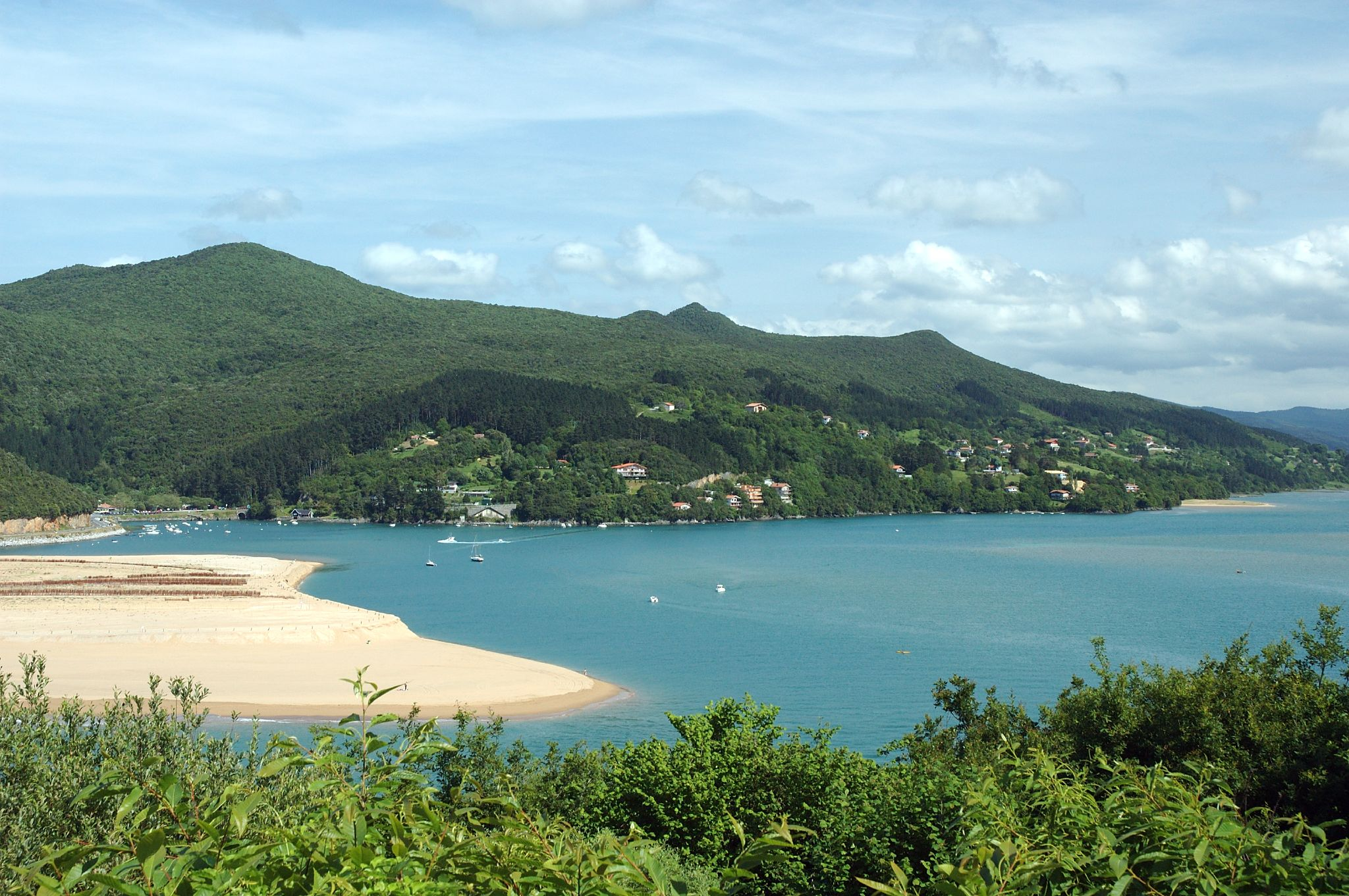
مصب نهر أورداباي

يعتبر مصب نهر أوردايباي منطقة طبيعية ومحمية للمحيط الحيوي في بسكاي ، إقليم الباسك ، و إسبانيا . ويشار إليه أيضًا باسم مصب نهر مونداكا أو جيرنيكا .
تقع مدينة أوردايباي على ساحل خليج بسكاي شمال شبه الجزيرة الأيبيرية . تغطي أوردايباي مساحة 220 كـم2 (85 ميل2) ويبلغ عدد سكانها حوالي 45.000 نسمة، يتركز معظمهم في مدينتي بيرميو وجيرنيكا . تتميز المنطقة بحوض هيدروغرافي من الجداول الصغيرة التي تتجمع في مستنقع ملحي كبير تحيط به المنحدرات الشديدة الارتفاع. تشغل المروج وبساتين البلوط والغابات المورقة المناطق الريفية المحيطة بها وخاصة مزارع الصنوبريات سريعة النمو (الصنوبر الشعاعي ). وتغطي المناظر الطبيعية الساحلية غابات كانتابريا من أشجار البلوط والفراولة.
في أورداباي تم وصف 615 نوعًا من النباتات الوعائية ، و318 نوعًا من الفقاريات ، منها 245 نوعًا من الطيور.
وتحتوي المنطقة على بقايا من عصور ما قبل التاريخ والعصور الرومانية والعصور الوسطى . ومن الجدير بالذكر خاصة كهف سانتيماميني ، الذي يحتوي على قطع أثرية من العصر الموستيري (العصر الحجري القديم الأوسط) إلى العصر الحديدي .
يعتمد الاقتصاد بشكل رئيسي على التعدين وصيد الأسماك والزراعة وأحراج الغابات . يعتمد القطاع السياحي خاصة على جودة الشواطئ المحلية. تعتبر مونداكا جذابة بشكل خاص لراكبي الأمواج حول العالم.

## وصف
ينبع نهر أوكا من جبل أويز وينتهي في بحر كانتابريك. يمتاز الساحل بوعورة وبه منحدرات عالية والعديد من الجزر أهمها جزيرة إزارو [الإنجليزية] .

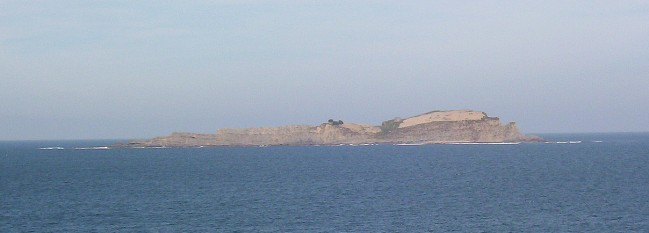
جزيرة إزارو

وقد أتاح التطوير في قطاع محميات الغابات درجة عالية من الحفاظ على البيئة، مما يمنح هذه المنطقة المناظر الطبيعية الأكثر تنوعًا في إقليم الباسك.

## المناخ ودرجة الحرارة
تتمتع منطقة أوردايباي بمناخ أطلسي رطب ودافئ معتدل بسبب البحر (تتراوح درجة الحرارة بين 9-19 درجة مئوية). وتهطل الأمطار السنوية بغزارة؛ أكثر الشهور هطولًا للأمطار هي نوفمبر وديسمبر، على الرغم من أنها موزعة على مدار العام. الهطولات عادةً تكون مطرًا. وبسبب تأثير البحر تكون درجة الحرارة معتدلة خلال العام (متوسط درجة الحرارة 13/14 درجة).

## المناظر الطبيعية

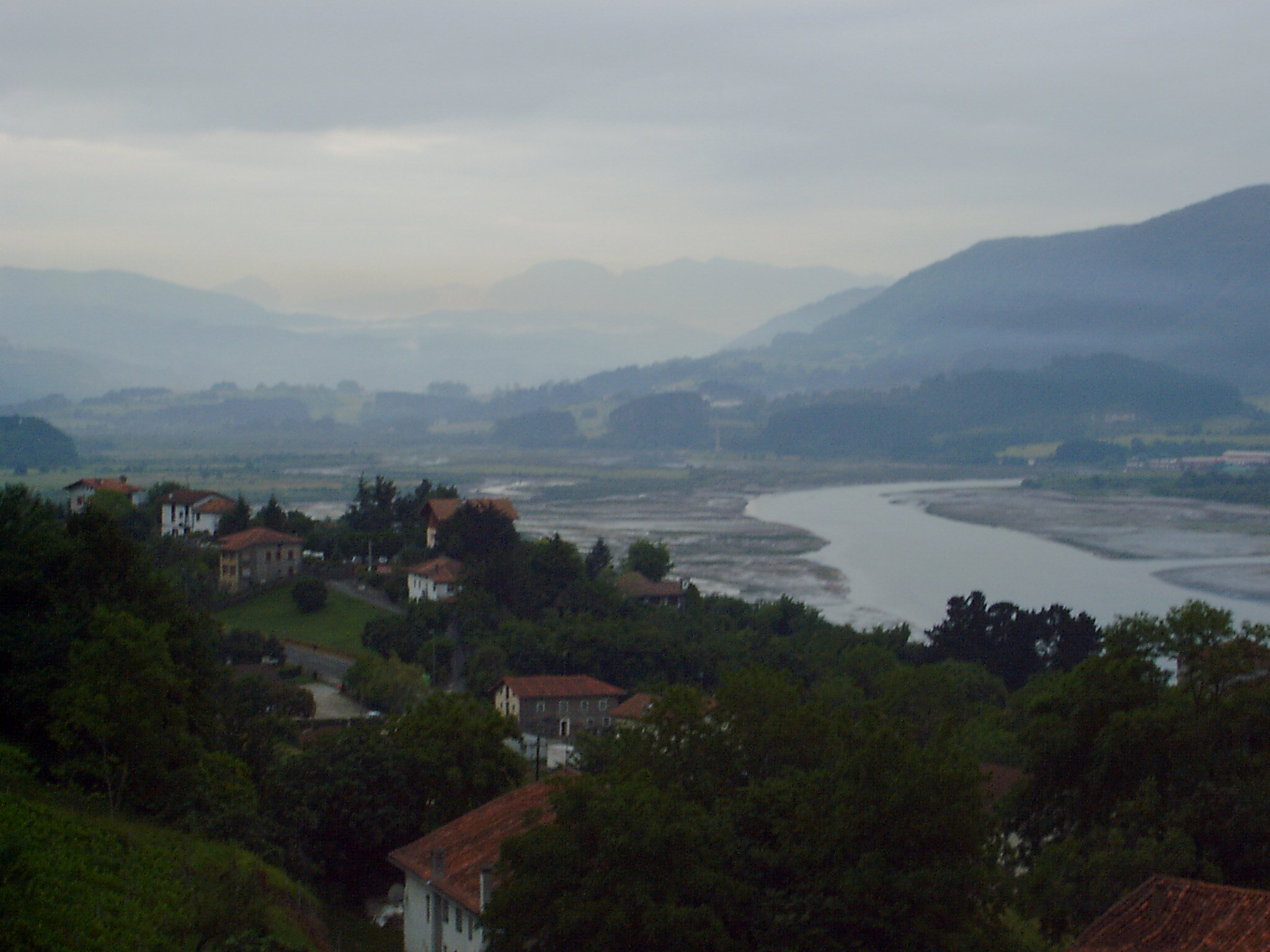
مستنقعات أوكا

وتتكون المناظر الطبيعية من الجبال والبحار والرمال التي تنتجها رواسب المصب حيث تغمر المستنقعات بفعل المد والجزر. يتجه نهرا لاجا وأرتيجاس مباشرة إلى البحر. ينتهي الأول عند شاطئ لاجا، ويشكل الثاني واديًا صغيرًا بين جبل سوللوب وبيرميو .

### مصب النهر
يمكن القول أن مصب النهر، و منتزه سانتونيا الطبيعي، هما أهم الأراضي الرطبة في شبه الجزيرة الأيبيرية. إنّ مصب النهر هو قلب محمية المحيط الحيوي، وهو موطن لمجموعة واسعة من الطيور المهاجرة والمقيمة. وفيما يتعلق بالطيور المهاجرة، يتم الترويج لمناطق الجذب في محمية المحيط الحيوي، ولا سيما مركز الطيور في أوردايباي في غوتيغيز أرتيغا ، لمراقبي الطيور كجزء من المشروع الدولي "طريق هجرة الطيور".  
تحاط المناطق الداخلية بالجبال، وعلى منحدراتها توجد مزارع غابات صنوبر مونتيري المستخدمة في الصناعة الخشبية. هناك أيضًا عدد قليل من الغابات ذات الأشجار المحلية، مثل البلوط ؛ وبالقرب من الساحل توجد مزارع الأوكالبتوس . وفي المنطقة الوسطى تصبح الأرض مسطحة وتستخدم في الزراعة. يتم حماية هذه المناظر بواسطة التنمية الحيوانية والزراعية. يمتد مصب النهر من غرنيكا إلى بوستوريا ، وتم إنشاء قناة بطول 5 كيلومتر لحمايتها من الجفاف.

### الجبال
تغطى سفوح الجبال بغابات هولم أوكس وصولاً إلى حافة البحر. أدت طبيعة الحجر الجيري للصخور إلى إنشاء نظام كاست، حيث يمكن العثور على العديد من الكهوف والدهاليز.

### الساحل

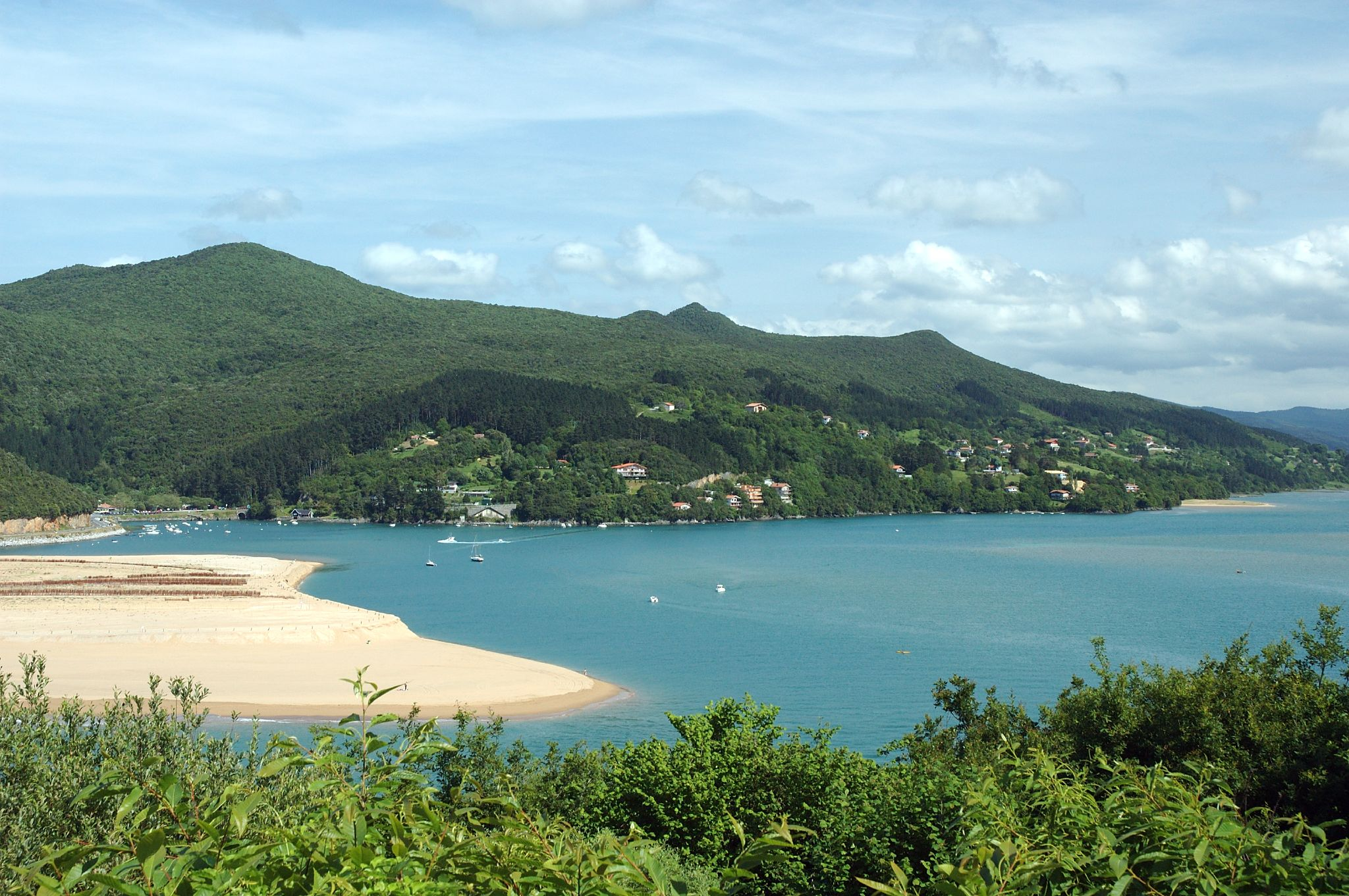
شاطئ لايدا

وإلى الشمال، عند دلتا المصب، تمتد رمال نهري سوكاريتا ولايدا على شاطئ نهر أوكا .
إلى الغرب توجد رمال سانتا كاتالينا ومورغوا ولاميرا. يبلغ انحدار مورغوا مائة متر، مشكلًا أماكن مثل ترانكيلبونتا وكارغاديروا. بعد بيرميو تم العثور على منحدرات تالاب وتونبوي. في الرواسب التي تم صنعها عند سفح الجرف يمكن العثور على "أريبولاك"، وهي حجارة كبيرة تم إطلاقها من الجرف وتم نحتها لاحقًا بواسطة البحر. إلى الشرق يتوقف البحر عن الهيجان.

## النباتات والحيوانات

### مناطق محمية
تم تعيين محمية المحيط الحيوي في عام 1984. 

### النباتات
من الواضح أن النباتات ظهرت في أورداباي هي نباتات ذات قاعدة أطلسية. هناك الكثير من المروج وبساتين البلوط والغابات الخضراء وخاصة الكثير من أشجار الصنوبر في مونتيري . المنطقة الساحلية مغطاة بغابات كانتابريا. يتكون عالم الخضروات الذي يمكن العثور عليه هنا من 615 نوعًا من النباتات. لقد أدى النشاط البشري إلى تعديل المساحة بشكل كبير، لكن الأعمال الزراعية سمحت باستعادة الغطاء النباتي الأصلي. يتمتع الغطاء النباتي، خاصة في الأهوار، بدرجة من التفرد بسبب الأنواع المميزة وأيضا بسبب مظهره الخاص. ومع ذلك، فهي تتمتع في الوقت نفسه بدرجة عالية من التنوع الناتج عن الملوحة. تتكون منطقة أوردايباي من بيئات مختلفة، ولكل منها نباتاتها وحيواناتها الخاصة التي تخلق نظامًا بيئيًا خاصًا بها.
- الساحل
- الجبل على الجانب الأيسر
- المسالك الوسطى لنهر أوكا وروافده
- الوديان المغلقة من أوكا
- المنطقة الكارستية والبيئة على الجانب الأيمن
- وادي غيرنيكا ومونداكا

### الحيوانات
إن التنوع الكبير في النظم البيئية التي يمكن العثور عليها في أوردايباي يزيد من احتمالية تكون الثروة الحيوانية ، حيث يوجد 318 نوعًا من الفقاريات ، بصرف النظر عن كمية الطيور المختلفة.
- الأسماك: يوجد في رأس النهر سمك السلمون المرقط والأنقليس واللوش بشكل رئيسي، بينما وجدنا في الوسط باربل .
- البرمائيات: على الرغم من أنها في خطر كبير، إلا أن العديد من السلمندر والعلاجيم وأنواع مختلفة من الضفادع شائعة هناك.
- الطيور: تعتبر الطيور أهم جزء من الحيوانات في أوردايباي. ويهاجر معظمهم من أوروبا إلى أفريقيا وبالطريقة الأخرى. تعتبر الأراضي الرطبة في أورويتا، التي تقع في قلب مدينة أوردايباي، مكانًا مناسبًا لمراقبة ثروة الطيور. علاوة على ذلك، يتوفر مركز أوردايباي للطيور ، وهو مركز استكشاف، لزيارة الأراضي الرطبة في أورويتا والاستمتاع بها. ومنهم اللقالق السوداء ومالك الحزين والنسور. [7]
- الثدييات: في هذه المجموعة يمكننا التمييز بين الحيوانات الصغيرة والكبيرة. الأول منها على سبيل المثال: الشامات ، الزبابيات ، الزغبية .

## جغرافية
هناك أربعة مجالات اهتمام متميزة في المحمية:
- المصب.
- الشواطئ.
- مناطق هولم أوك.
- المناطق الأثرية.

جغرافيًّا يمكن تمييز ثلاث مناطق متميزة: الجبال، والأهوار، والساحل بمنحدراته وشواطئه.

## الإستعمار البشري
يبلغ عدد سكان منطقة بوستوريالديا، التي تتزامن عمليًا مع سكان محمية المحيط الحيوي في منطقة أوراديباي، حوالي 45000 نسمة، ويتوزعون بشكل رئيسي (80٪) في مدينتي غيرنيكا لونو وبيرميو. بدأ الوجود البشري في المنطقة منذ عصور ما قبل التاريخ، حيث توجد دلائل بناءً على النتائج التي تم العثور عليها من العصر الحجري القديم الأعلى. بقايا رومانية بارزة، أتلفت بشكل خاص في المقبرة بسبب مراسم مدافن من القرن الأول حتى القرن التاسع عشر تم العثور عليها في كنيسة سان مارتن دي تورز في فوروا.
أكبر مركزين سكانيين هما بلديتي بيرميو وغيرنيكا. بيرميو هي قرية تأسست عام 1236م وهي واحدة من أهم موانئ الصيد في بسكاي. إنها المدينة الأكثر اكتظاظًا بالسكان في المنطقة وكانت عاصمة سيادة بسكاي من عام 1476م حتى عام 1602م. تكونت غيرنيكا من اتحاد مدينة غيرنيكا التاريخية مع بورش أوف لونو. غرنيكا، التي تأسست عام 1366م ، هي المقر التاريخي للجمعية العامة فيزكايا وهي بيت الاجتماعات مع شجرة غرنيكا ، رمز الامتيازات الباسكية. كما أنها مشهورة في جميع أنحاء العالم بسبب القصف الذي تعرضت له خلال الحرب الأهلية الإسبانية عام 1936م، وهو موضوع لوحة بيكاسو "غيرنيكا".
أما التوزع السكاني الباقي فهو عبارة عن مراكز صغيرة تلبي الترسيم السياسي التاريخي لسيادة بسكاي حيث تم تنظيم الشرفات التي يطلق عليها اسم ليفل إيرث .أما مونداكا وإيلانشوفي فتمثلان السكان الساحليون، اللتان يقع أولهم عند مصب نهر أوكا. كلا السكان يمتهنون بالفطرة صيد الأسماك على الرغم من أن المحرك الاقتصادي الحالي هو السياحة.
القرية تمثل الوحدة السكنية والزراعة وتربية الماشية التي كانت تقليديًا مصدر رزق منطقة بوستوريالديا. إنّ هذا النوع من التفاعل بين الإنسان والبيئة أنتج المناظر الطبيعية للريف الأطلسي الذي يشكل جزءًا كبيرًا من منطقة أوردايباي. يوجد داخل أراضي أوردايباي تنوع كبير وثراء في القرى، وجميعها أمثلة على الهندسة المعمارية الريفية وذات قيمة إثنوغرافية كبيرة.
يعتمد الاقتصاد على التعدين وصيد الأسماك والزراعة والغابات. هناك أيضًا القطاع السياحي الذي يتركز بشكل أساسي على الشواطئ المحلية والأهمية الطبيعية للمحمية. تعتبر مدينة مونداكا جذابة بشكل خاص لراكبي الأمواج من جميع أنحاء العالم.

## خرائط

موقع محميّة أوردايباي الحيوية في بسكاي..
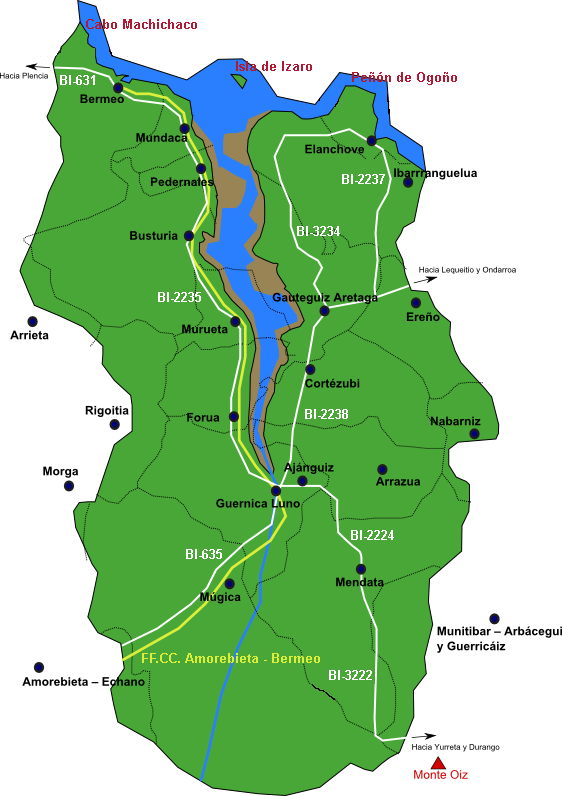
خريطة المحميّة.
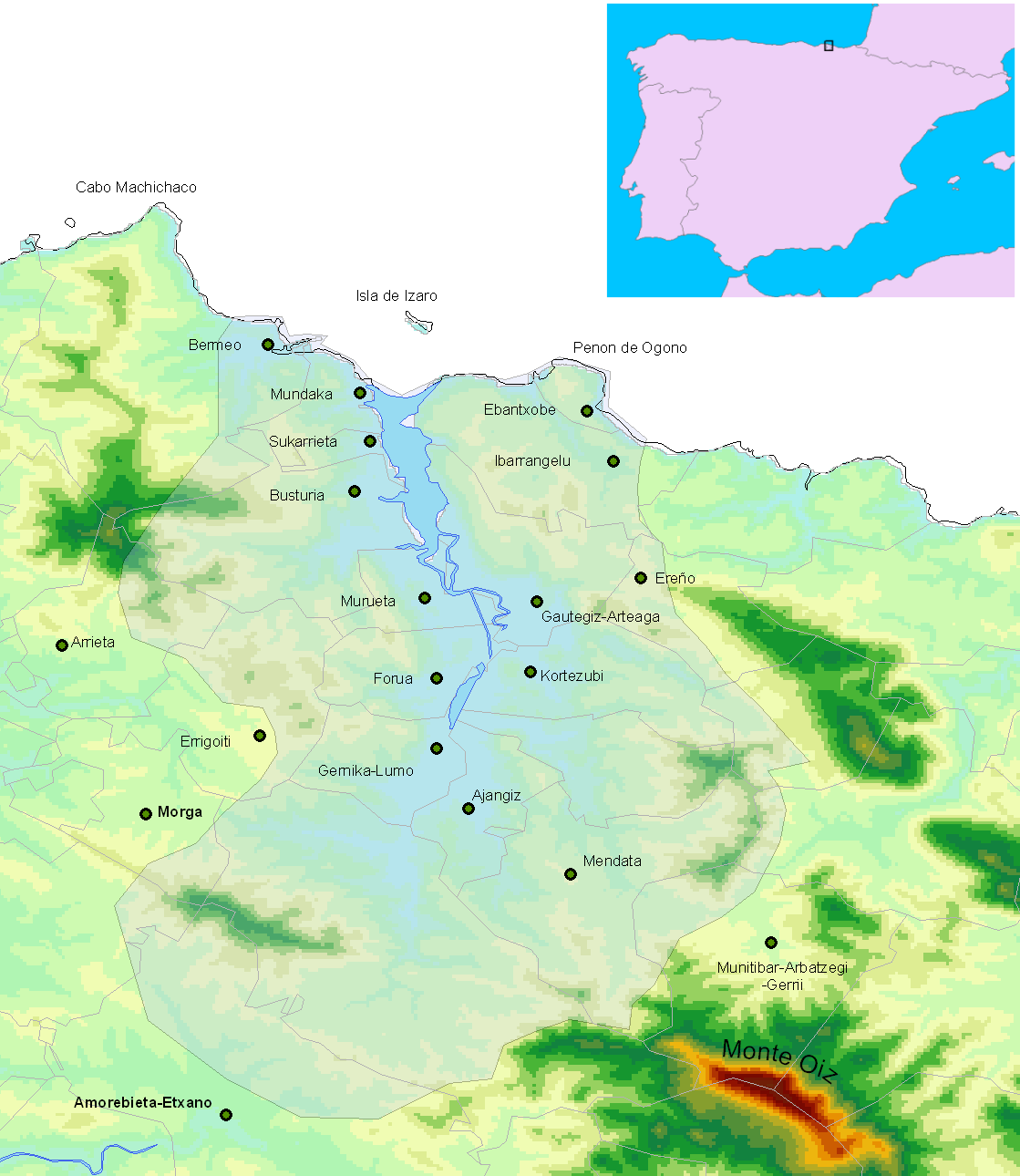
خريطة طبيعية.